# Acacia swan-river
Acacia swan-river é uma espécie de leguminosa do gênero Acacia, pertencente à família Fabaceae.